# Taraxacum hollandicum
Taraxacum hollandicum — вид квіткових рослин з родини айстрових (Asteraceae). Вид зростає в Європі: Бельгія, Люксембург, Чехія, Франція, Німеччина, Нідерланди, північноєвропейська Росія, Польща, Швейцарія; це багаторічна рослина помірних біомів.